# トヨタ・リサーチ・インスティテュート
トヨタ・リサーチ・インスティテュート（Toyota Research Institute, Inc.、略称：TRI）は、人工知能技術に関する先端研究、商品企画を目的として、2016年1月にトヨタ自動車により設立された研究所である。

## 概要
シリコンバレー（カリフォルニア州パロ・アルト）を拠点として、マサチューセッツ工科大学（MIT）やスタンフォード大学に設立した研究施設と連携、共同研究している。TRIの初代最高経営責任者（CEO）には、トヨタのExecutive Technical Advisorであるギル・プラット（Gill A. Pratt）が就任した。また、自動運転開発員には米Jaybridge Robotics社の開発班を採用し、マサチューセッツ州ケンブリッジに設けたTRI拠点にて共同開発を進める。トヨタ自動車はTRIをはじめとした人工知能技術の研究開発に約10億ドル（2016年～2020年までの設立当初5年間での総額）を投入するとしている。

## 目的
1. 「事故を起こさないクルマ」をつくるという究極の目標に向け、クルマの安全性を向上させる
2. これまで以上に幅広い層に運転の機会を提供できるよう、クルマをより利用しやすいものにする
3. モビリティ技術を活用した屋内用ロボットの開発に取り組む
4. 人工知能や機械学習の知見を利用し、科学的・原理的な研究を加速させる[4]

## 関連会社
トヨタ・リサーチ・インスティテュート・アドバンスト・デベロップメント株式会社（Toyota Research Institute - Advanced Development, Inc.、略称：TRI-AD）は、2018年3月にトヨタ自動車、デンソー、アイシンにより設立された自動運転技術の先行開発分野における共同技術開発を目的としたTRIの日本拠点（東京）である。
出資比率はトヨタ自動車90%、デンソー5%、アイシン5%で、3社で3,000億円以上の開発投資を実施することに基本合意した。
- HIGHWAY TEAMMATE - 自動車専用道路における自動運転
- TOYOTA GUARDIAN - 高レベルの安全性
- CHAUFFEUR - 完全自動運転
- トヨタデザインシステム（TDS） - 未来のユーザーエクスペリエンス

2021年1月にウーブン・プラネット・ホールディングス株式会社に変更になり、2023年4月1日にウーブン・バイ・トヨタ株式会社に社名を変更。